# 형광 상관 분광학
형광 상관 분광법(Fluorescence correlation spectroscopy)은 시간에 따른 형광 세기의 요동을 측정해서 형광체의 확산계수, 유체역학적 반경 (hydrodynamic radius), 평균 입자의 개수, 화학반응률, 과도적 암상태(transient dark state; 예를 들면, singlet-triplet 전이), 흩어짐(antibunching) 등을 정량적으로 구할 수 있는 단분자 측정법이다.

## 같이 보기
- 공초점 현미경

## 참고자료
- Joseph R. Lakowicz, 《Principles of Fluorescence Spectroscopy》,Springer, 2006